# Апалто (Модена)
Апалто је насеље у Италији у округу Модена, региону Емилија-Ромања.
Према процени из 2011. у насељу је живело 356 становника. Насеље се налази на надморској висини од 29 м.